# Edvard Scheutz
Edvard Georg Raphael Scheutz (* 13. September 1821 in Stockholm; † 28. Januar 1881 ebenda) war ein schwedischer Ingenieur und Konstrukteur von Rechenmaschinen. Mit seinem Vater Georg Scheutz baute er den Ideen von Charles Babbage folgend die erste funktionsfähige Differenzmaschine, die auch wirklich zum Einsatz kam, kommerziell erhältlich war und mit einem angeschlossenen Drucker für die Erstellung mathematischer Tabellen vorgesehen war.
Scheutz war der Sohn des Verlegers, Übersetzers und Erfinders Georg Scheutz und von Anna Margaretha Schaumann (* 1796, † 1823).:112 Als Georg Scheutz 1834 in der Edinburgh Review auf eine praktisch nicht bebilderte Prinzip-Beschreibung von Differenzmaschinen stieß, konstruierte er ein Modell aus Holz, Draht und Pappe, um sich von der Funktionsfähigkeit des Prinzips zu überzeugen.:104f. Im Sommer 1837 begann Edvard Scheutz, bereits seit November 1835 Student an der Königlich Technischen Hochschule, Stockholm, ein größeres Modell aus Holz und Metall zu bauen.:114 Von 1839 bis 1840 unterbrach Edvard Scheutz sein Studium, um die Differenzmaschine fertigzustellen. 1843 konnte der Prototyp der Differenzmaschine, einschließlich eines angeschlossenen Druckers, der Königlich Schwedischen Akademie der Wissenschaften unter Johann Jakob Berzelius vorgestellt werden. Die erhoffte finanzielle Unterstützung durch die britische Regierung erhielten Georg und Edvard Scheutz jedoch nicht, die Briten lehnten mit der Begründung ab, gerade große Summen in die Entwicklung von Babbage gesteckt zu haben. Babbage selbst, der seine eigene Differenzmaschine nie fertigstellte und sich stattdessen seiner Analytical Engine widmete, unterstützte Vater und Sohn Scheutz bei ihrem Aufenthalt in London.
1853 wurde ein zweites Modell bei dem Werkzeugmacher Johan Wilhelm Bergström (* 1812, † 1881) in Stockholm gebaut. 1854 wurde auf dieses zweite Modell in London ein Patent erteilt. Ein Jahr später wurde die Maschine auf der Weltausstellung in Paris mit einer Goldmedaille ausgezeichnet. Es wurde nach Albany in New York an das im Aufbau befindliche Dudley Observatorium verkauft und ist heute im National Museum of American History, Washington, D.C. Eine dritte Maschine von Scheutz wurde 1859 in der Werkstatt von Bryan Donkin in London gebaut und vom britischen Standesamt (General Register Office) zum Druck von Tabellen (dem Hauptzweck, für den Georg und Edvard Scheutz die Maschine bauten und verwendeten) benutzt. Das Exemplar befindet sich mittlerweile im Science Museum London.
Edvard Scheutz brachte der Bau der Rechenmaschinen keinen finanziellen Vorteil, er starb verarmt. Neben der Differenzmaschine erfand er auch eine Dampfturbine und ein Verfahren zum Druck von Briefmarken. Als Jugendlicher schrieb er eine Komödie, die im Verlag seines Vaters 1836 gedruckt wurde.